# Phenasteron
Phenasteron là một chi nhện trong họ mierenjagers (Zodariidae).

## Các loài
Các loài trong chi này gồm:
- Phenasteron longiconductor Baehr & Jocqué, 2001 *
- Phenasteron machinosum Baehr & Jocqué, 2001